# Ken Bowman
Pour les articles homonymes, voir Bowman.
(en) Statistiques sur pro-football-reference
Kenneth Brian Bowman, né le 15 décembre 1942 à Milan et mort le 27 décembre 2023 à Oro Valley, est un joueur américain de football américain. Il est membre du temple de la renommée des Packers de Green Bay

## Enfance
Bowman fait ses études à la Rock Island High School,. Pour sa dernière année lycéenne, il obtient les honneurs All-State de l'Illinois.

## Carrière

### Université
Il arrive à l'université du Wisconsin en 1960 et commence à jouer dans l'équipe de football américain des Badgers en 1961. Bowman va devenir le capitaine de l'effectif avant de recevoir le titre d'All-American en 1963.

### Professionnel
Ken Bowman est sélectionné au huitième droit de la draft 1964 de la NFL par les Packers de Green Bay au 111e choix mais également par les Jets de New York au dixième tour de la draft de l'AFL en soixante-quinzième position. Le centre décide de signer avec les Packers. Au moment où Bowman arrive dans l'équipe, le centre titulaire Jim Ringo est échangé aux Eagles de Philadelphie et le nouveau venu se bat pour le poste de numéro un.
Après une saison 1965 dans le rôle de titulaire, le joueur de ligne offensive se disloque l'épaule lors d'un match de pré-saison et ne joue que quatre matchs en 1966, étant remplacé par Bill Curry. Lors du Super Bowl I, Curry est victime d'une entorse à la cheville et l'entraîneur Vince Lombardi demande à Bowman de le remplacer, malgré son épaule toujours blessée, faisant face à Buck Buchanan. Finalement, Green Bay remporte ce tout premier Super Bowl et Lombardi encense son centre. Curry est envoyé au draft d'expansion 1967 et Bowman s'installe durement au poste de meneur de ligne. Lors du match de championnat de la NFL 1967, l'ancien joueur des Badgers bloque Jethro Pugh avec Jerry Kramer, permettant à Bart Starr de passer et de marquer le touchdown de la victoire 21 à 17.
La suite de la carrière de Bowman le voit s'imposer comme titulaire mais également être victime d'une blessure à la main en 1969 et de soucis à l'épaule en 1970 et en 1972. Après 123 matchs de saison régulière, Bowman est placé sur la liste des blessés au début de la saison 1974 avant d'être libéré en 1975. Il termine sa carrière au sein de l'éphémère World Football League et dispute dix rencontres avec The Hawaiians.

## Mort
Ken Bowman meurt le 27 décembre 2023 à Oro Valley en Arizona à l'âge de 81 ans.